# 加藤康榮
加藤 康榮（かとう やすえい、1941年-）は、日本大学大学院法務研究科教授。弁護士（東京弁護士会所属）。元検事。

## 経歴
- 1941年-京都府東舞鶴市生まれ。
- 1966年-日本大学法学部卒業。
- 1970年-司法試験合格。
- 1971年-司法修習生。
- 1973年-検事任官
その後、東京地検特捜部検事・法務総合研究所教官・研修部長・東京高等検察庁検事・広島法務局長を務める。
- 2000年-最高検察庁検事を最後に退官後、公証人就任。
- 前日本大学大学院法務研究科長

## 著書
- 『適正捜査と検察官の役割―適正な裁判を求めて』（北樹出版、2008年）
- 『マスター刑事訴訟法 プロになるための基本法シリーズ』（立花書房、2009年）
- 『刑事訴訟法』第2版（法学書院、2012年）